# 河蟹 (網路用語)
河蟹是「和諧」的普通話諧音，出自并经常出现在中國大陸网络上的网络语言。中國共產黨推行“和谐社会”政策，在屏蔽色情暴力信息的同时，亦把不利于中国共产党的信息，以破壞社会和谐稳定為由强行移除或屏蔽，例如：整治互联网低俗之风专项行动。在绿坝-花季护航的数据库中，要求屏蔽的政治信息近六倍于色情暴力信息。 電影中若出現政治敏感之處，例如出現禁忌中華民國國旗，亦會被「和諧」。
在中国大陸的部分論壇，“和諧”一词本身已成为被封禁的关键词。为了绕过这一屏蔽，網民以“河蟹”或者其他谐音代替。网民还在字与字之间添加标点符号、使用汉语拼音、拆字、使用繁体字等手段，减少被“河蟹”的機率。同时，明朝时期用以讽刺严嵩的民歌《京师人为严嵩语》“但将冷眼观螃蟹，看尔横行到几时”，文中“螃蟹”也被改為“河蟹”，而于网络上流行。中国大陸網民就以「河蟹」一詞代指封鎖、掩盖負面消息、控制新闻和言论自由以及屏蔽少量非文明用語的行為，同时也有螃蟹“横行（語帶双关）霸道”的意思。“水产”有时意思和「河蟹」相同。河蟹亦有逮捕之义，如河蟹你（類似神隱），指中國大陸用有关部门等相关權力将一些會因公職（如律師）和盤透露出真相，或當局不想公布的信息公布出来的人抓捕定罪。

## 其他同義詞
- 臺語的同義詞為「搓圓仔」[6]。一般而言「搓圓仔」通常指兩派人馬有利益衝突時，其中一派被外來有權勢者施壓，最後妥協讓步，此時跟河蟹的網路消音之義有些不同。
- 在臺灣也有人使用「消波塊」，源自都市傳說，得罪黑道的人，在灌製水泥消波塊時順便被丟進消波塊內，毀屍滅跡。[7]。
- 水产也是网络用语“和谐”的另一种说法，因為「和谐」的谐音为「河蟹」，而「河蟹」字面意義为一种水产。此外，“水产”和“删除”都可以在漢語拼音輸入法以“SC”来拼，因此“水产”同時有被“删除”的意思。

## 相關著作
中國共產黨第十六次全國代表大會提出“社会更加和谐”的发展要求，十六届四中全会提出构建社会主义和谐社会的战略任务，十六届六中全会通过《中共中央关于构建社会主义和谐社会若干重大问题的决定》，胡锦涛在中國共產黨第十七次全國代表大會報告將「促进社会和谐」列為重點之一。北京作家余杰因此將总结胡温时代的著作命名為《河蟹大帝胡锦涛—他让中国失去了十年》。